# Thomas de Choisy
Thomas de Choisy, Marquis de Moigneville (* 1632 vermutlich in Paris; † 26. Februar 1710 in Saarlouis) war ein Offizier und Ingenieur Ludwigs XIV. von Frankreich. Er war der Gouverneur der von ihm geplanten Festungsstadt Saarlouis von deren Gründung 1680 bis zu seinem Tode.

## Leben

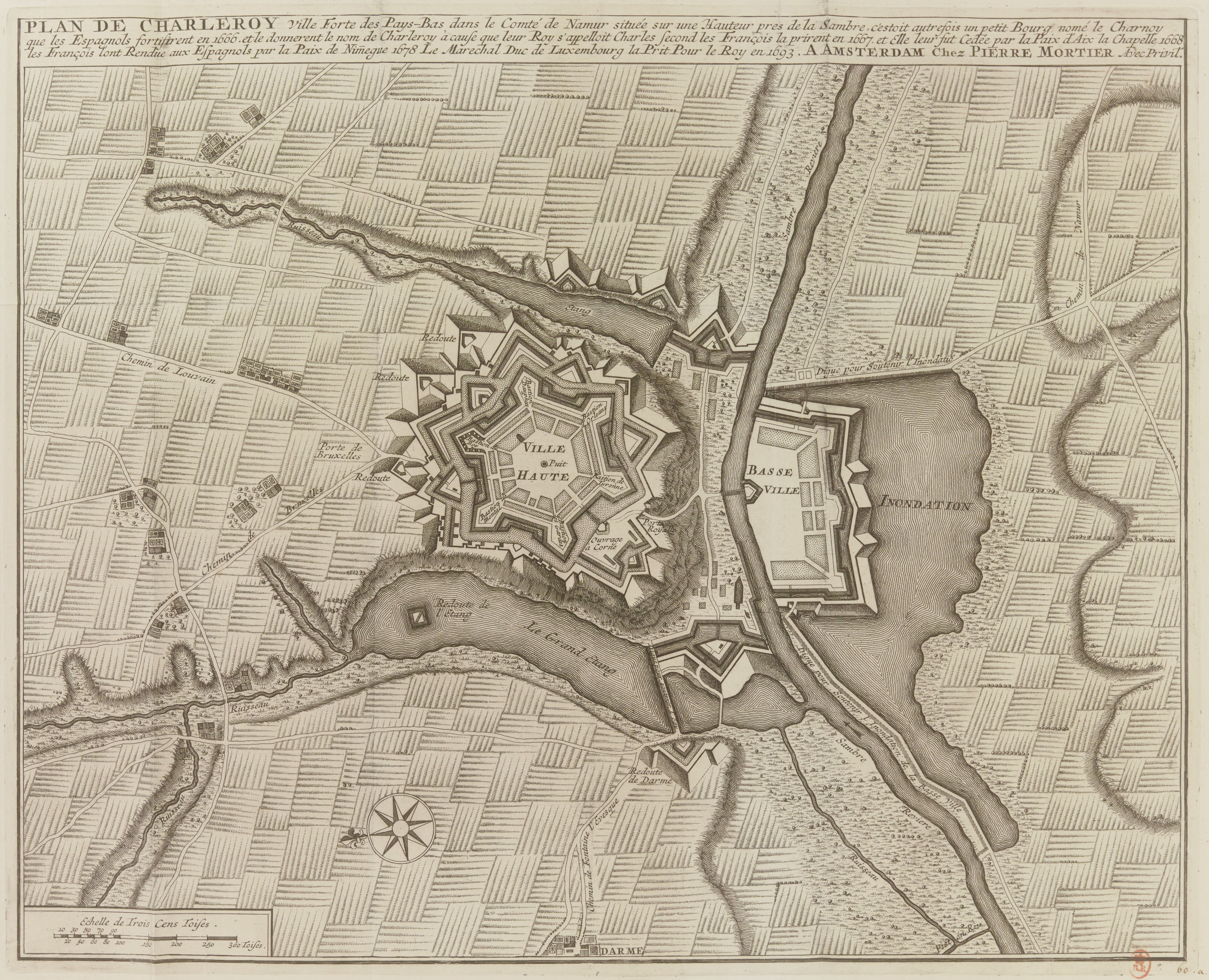
Festung Charleroi 1693

Choisy trat 1650 in die königliche Garde ein. Am 10. August 1659 wurde er zum Lieutenant und aide-major im Kavallerie-Regiment Saint-Diéry befördert. 1668 wurde er Enseigne (Fähnrich) in der Leibkompagnie des Infanterieregimentes d’Espagny.
Der Marquis de Louvois bezeichnete ihn als fähigsten der Ingenieure, die in Lille waren. Louvois überantwortete ihm die Arbeit an der Festung Charleroi, die im Jahre 1668 fertiggestellt wurde. Unter Marschall Turenne nahm er am Holländischen Krieg teil. 1675 überantwortete Louvois ihm den Bau der Festungen von Huy und Limbourg sowie der Zitadelle von Lüttich. Das 1673 nach einer Belagerung  eingenommene Maastricht wurde ebenfalls von ihm ausgebaut und konnte 1676 einer Belagerung durch niederländische Truppen standhalten. Choisy war von 1677 bis 1680 Kommandant der Festung Thionville. In dieser Zeit machte er Standort- und Bauvorschläge für die Festungen Longwy und Saarlouis. Für letztere, deren Grundsteinlegung am 5. August 1680 erfolgte, wurde er zudem als Gouverneur eingesetzt.
Im Reunionskrieg nahm Choisy an der erfolgreichen Belagerung von Luxemburg (1684) teil, ab 1687 leitete er die Bauarbeiten an der Festung Mont Royal. Im Pfälzischen Erbfolgekrieg nahm er an der Verteidigung von Mainz im Jahre 1689 teil. 1692 übernahm er von Tallard den Oberbefehl bei der Belagerung der Burg Rheinfels.
Choisy starb 1710 in Saarlouis. Sein Leichnam wurde in die Familiengruft in Mogneville überführt, sein Herz jedoch blieb – wie er selbst verfügt hatte – in „seiner“ Stadt und wurde in der Pfarrkirche St. Ludwig beigesetzt.

### Herzurne des Thomas de Choisy

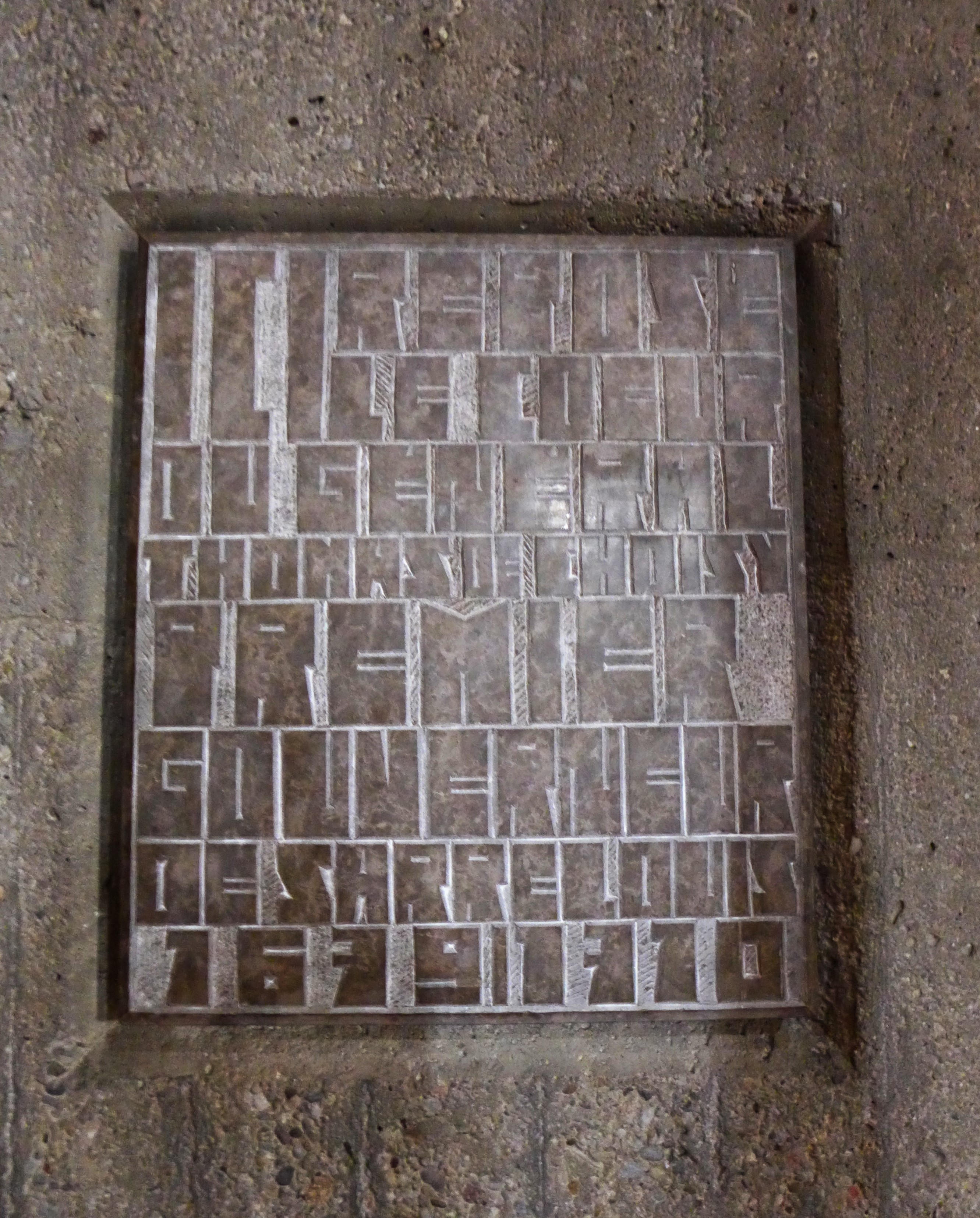
St. Ludwig (Saarlouis), Herzurnengrab des Thomas de Choisy, moderne Platte mit der französischen Inschrift „Ici repose le Coeur du General Thomas de Choisy, premier Gouverneur de Sarrelouis 1679–1710“, Übersetzung: „Hier ruht das Herz des Generals Thomas de Choisy, erster Gouverneur von Saarlouis 1679–1710“, Bildhauerarbeit in rötlichem Marmor des Ihner Künstlers Oswald Hiery

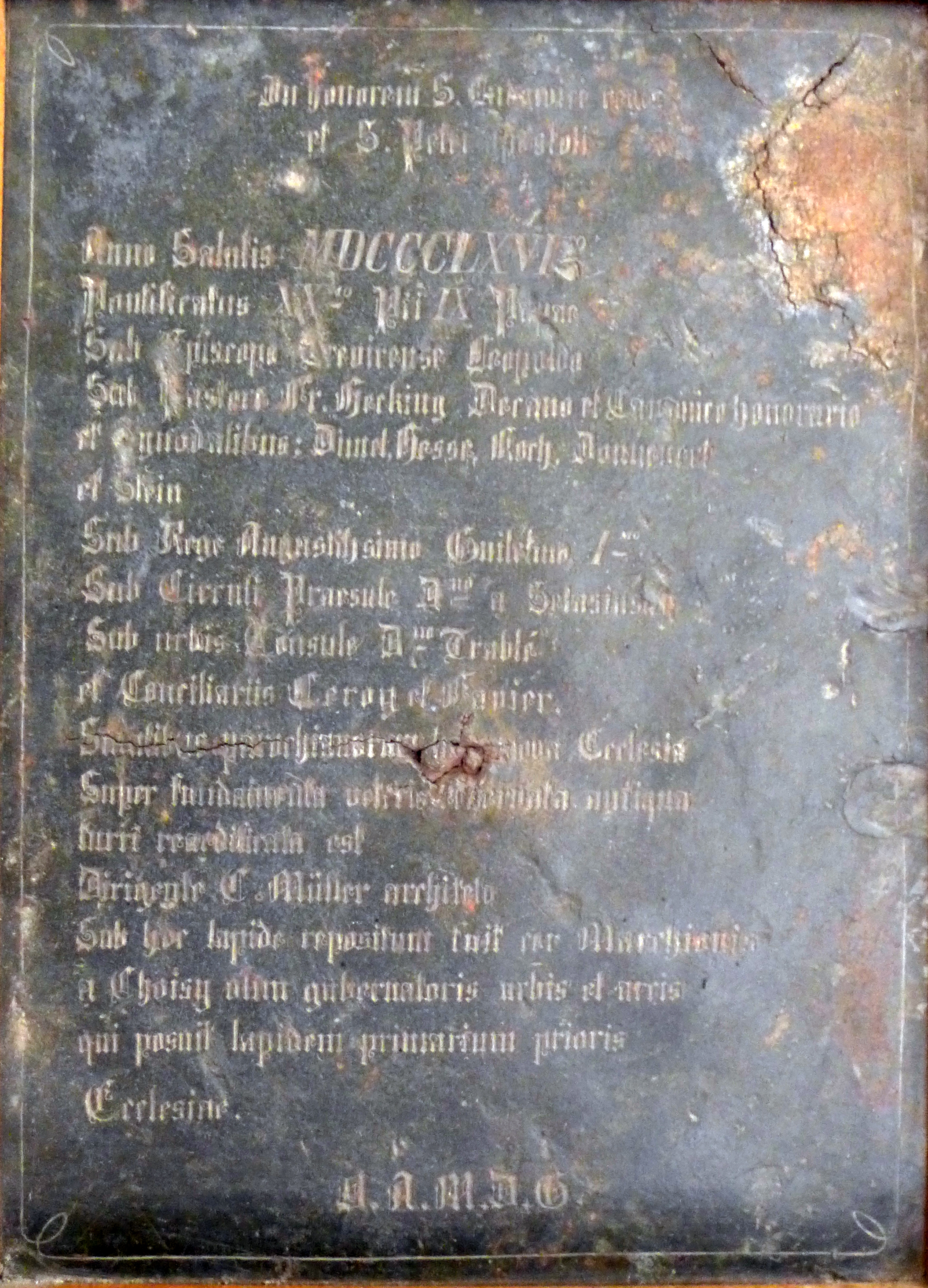
St. Ludwig (Saarlouis), Bleitafel über der Herzkapsel von Thomas de Choisy aus der neogotischen Kirche, wiedergefunden 1965 beim Abriss des Kirchenschiffes

Bei den Abrissarbeiten des neogotischen Kirchenschiffes der katholischen Saarlouiser Stadtpfarrkirche St. Ludwig kam es Anfang Februar 1965 zu einem Skandal in der Stadt, als eine Baggerschaufel den Teil des Kirchenmauerwerkes einriss, in dem die herzförmige Bleikapsel mit dem Herz des ersten Saarlouiser Festungsgouverneurs Thomas de Choisy eingelassen war, und dabei die bleierne Umhüllung beschädigte. Das Herz und seine übrigen Eingeweide waren am 26. Februar 1710 auf Choisys persönlichen Wunsch hin unmittelbar nach seinem Hinscheiden im Alter von 78 Jahren in der Pfarrkirche neben dem Muttergottesaltar eingemauert worden, um seine innere Verbundenheit mit seinem beruflichen Wirkungsort zu dokumentieren, während die übrigen sterblichen Überreste in die Familiengruft nach Mogneville überführt wurden. Beim neogotischen Neubau der Kirche hatte man die Kapsel unter dem Hochaltar wieder beigesetzt. Stadtarchivar Anton Delges hatte bereits einige Zeit vor den Abrissarbeiten des Jahres 1965 im Dezember 1964 unter den Stufen des Hochaltares nach dem Begräbnisort des Herzens gesucht. Da er nicht fündig geworden war, hatte er die Abrissfirma dringend darauf hingewiesen, jeglichen historischen Fund unverzüglich zu melden.
Als der Bagger eine Woche später eine bleierne, in lateinischer Sprache verfasste Inschriftentafel zu Tage förderte und der Chef des Beckinger Abrissunternehmens Maurer diese in seinen persönlichen Besitz bringen wollte, indem er sie in seinem Privatwagen verstaute, war er dabei von aufmerksamen Saarlouiser Passanten beobachtet und diesbezüglich zur Rede gestellt worden. Darüber kam es zu einem heftigen Streit zwischen den Kontrahenten, der von den aufgebrachten Passanten und Anwohnern umgehend dem Saarlouiser Oberbürgermeister Hubert Schreiner gemeldet wurde. Unterdessen gingen die Abrissarbeiten weiter und förderten als weiteren unvorhergesehenen Fund eine etwa 100 × 60 cm große steinerne Inschriftentafel zu Tage und schließlich auch den Stein, der die bleierne Herzkapsel des Gouverneurs barg. Dabei zerbrach der Stein in zwei Hälften, die Bleikapsel wurde aufgeschlitzt und die Konservierungsflüssigkeit des Herzens lief aus. Dennoch verstaute der Beckinger Abrissunternehmer den Herzmuskel in seinem Auto. Auch auf die Aufforderung des zum Ort des Geschehens geeilten Vertreters des Oberbürgermeisters hin wollte der Bauunternehmer das Herz nicht herausgeben und pochte auf das Recht, dass ihm jeglicher Abraum des abzubrechenden neogotischen Kirchenbaues eigentümlich gehöre. Daraufhin verfügte der Saarlouiser Oberbürgermeister kraft seines Amtes, dass das Herz des Thomas des Choisy ohne Zeitverlust in das städtische Krankenhaus zu bringen sei und dort zusammen mit der Kapsel durch einen Arzt im Operationssaal in eine neue Konservierungsflüssigkeit zu legen sei. Bei der ärztlichen Begutachtung der in Mitleidenschaft gezogenen Bleikapsel kam man allerdings zu der Feststellung, dass das Herz Choisys selbst unversehrt geblieben war. Alle weiteren Abrissarbeiten wurden sofort per Amtserlass eingestellt und die Baustelle durch städtische Angestellte unter Bewachung gestellt, da man vermutete, dass noch weitere historische Funde durch den Bauunternehmer entwendet werden könnten. Die aufgerissene Bleikapsel mit dem Herzen wurde unter ärztlicher Aufsicht in eine neuangefertigte größeren Bleiumhüllung eingelassen, mit Präparierungsflüssigkeit aufgegossen, eingeschweißt und im Panzerschrank des Rathauses verwahrt. Die neue Bleihülle wurde durch einen Goldschmiedemeister mit der Inschrift versehen: „Herz des Comte Thomas de Choisy, Marquis des Moigeville, 1632–1710“. Bis zur Einlassung in der neuerrichteten Kirche verblieb das Herz im städtischen Panzerschrank. Der Vorfall rief sowohl in der Pfarrgemeinde als auch in der Stadt Saarlouis starke Aufregung hervor, die auch im Zusammenhang mit den innerkirchlichen Umbrüchen nach dem Zweiten Vatikanischen Konzil zu deuten ist.
Ursprünglich hatte sich das Herz des Thomas de Choisy in der barocken Kirche unter einem steinernen Bildwerk des Gouverneurs in der Wand der Kirche befunden. Choisy war dabei in Militärtracht in kniender Gebetshaltung und mit gefalteten Händen dargestellt gewesen. Das Bildrelief Choisys wurde vermutlich während der Französischen Revolution weggemeißelt.
Die Inschrift der Bleitafel über der Herzkapsel von Thomas de Choisy lautet in deutscher Übertragung der lateinischen Inschrift:

„Zu Ehren des heiligen Königs Ludwig und des heiligen Apostels Petrus. Im Jahre des Heiles 1866, im zwanzigsten Jahr des Pontifikates des Papstes Pius IX., unter dem Bischof von Trier Leopold, unter dem Pfarrer Hecking, Dechant und Ehrendomherr, und den Kirchenvorstandsmitgliedern Dimel, Hesse, Koch, Donnevert und Stein, unter dem erhabenen König Wilhelm I., unter dem Landrat Herrn von Selasinsky, unter dem Bürgermeister Trablé und dem Beigeordneten Leroy und Favier ist diese neue Kirche zum Heile der Pfarrangehörigen auf den Fundamenten der alten Kirche unter Beibehaltung des früheren Turmes wiedererrichtet worden. Die Leitung hatte der Architekt C. Müller. Unter diesem Stein ruht das Herz des Grafen Choisy, einst Stadt- und Festungskommandant, der damals den Grundstein der ersten Kirche legte. Alles zur größeren Ehre Gottes.“